# Peromyscus caniceps
Peromyscus caniceps is een zoogdier uit de familie van de Cricetidae. De wetenschappelijke naam van de soort werd voor het eerst geldig gepubliceerd door William Henry Burt in 1932.
Deze bedreigde knaagdierensoort komt enkel voor op het eilandje Montserrat in de Golf van Californië aan de oostkust van Baja California Sur.